# Валакхилья (индуизм)
Валакхи́льи (санскр. वाळखिल्य, IAST: vālakhilya) или Балакхи́льи — в индийской мифологии группа низших божеств, а именно мудрецы-карлики.
Считается, что с именем этих существ связаны одноимённые гимны Валакхилья, которые являются поздней вставкой в восьмую мандалу «Ригведы» (РВ VIII, 49—59) . Впервые же в отношении мудрецов этот термин применён в «Тайттирия-араньяке».
Со времени пуран отцом валакхильев считается один из сапта-риши Крату.
Так, согласно «Вишну-пуране», однажды волос из паха Крату упал в трещину на сухой земле, и из неё появились валакхильи, каждый величиною с большой палец руки. В этой же пуране сообщается, что 60 тысяч этих мудрецов были рождены женой Крату по имени Сантати (или Саннати).
По одним источникам, их место жительства это Гималаи, по другим, — солнце, где валакхильи пьют солнечные лучи и являются стражами солнечной колесницы. Сидя на последней, они изучают Веды и шастры. Одними из главных черт валакхильев считаются их чистота, добродетель и целомудрие; они постоянно медитируют и совершают другие религиозные практики. Иногда они включаются в класс божеств под названием сиддхи.
Из мифов, связанных с валакхильями, наиболее известен миф о рождении Гаруды и Аруны. В «Махабхарате» рассказывается как Кашьяпа, желая обрести потомство, решил совершить жертвоприношение и попросил помочь богов и других персонажей. Индра вместе с валакхильями отвечали за растопку для костра. Дева, с лёгкостью набравший целую гору топлива, посмеялся над валакхильями, каждый из которых еле тянул стебелёк травы. Мудрецы обиделись и стали предаваться аскетизму, чтобы появился другой Индра, гораздо более могущественный. Индра, узнав об этом, испугался и попросил помощи у Кашьяпы. Тот мудрец смог усмирить валакхильев, но чтобы их усилия не пропали даром, решил, что должен родиться Индра среди пернатых. В это время жена Кашьяпы Вината, совершив необходимые обряды для зачатия, пришла к своему мужу, который сообщил ей, что у них будет два сына благодаря аскезе валакхильев. В результате Винатой были рождены Аруна и его брат Гаруда.